# Pierre-Joseph Bertrand-Milcent
Pour les articles homonymes, voir Bertrand (patronyme) et Milcent.
Pierre Joseph Bertrand, dit Bertrand-Milcent, né le 19 septembre 1812 à Cambrai (Nord) et mort le 6 novembre 1879 dans la même ville, est un homme politique français.

## Biographie
Fils de Pierre Joseph Bertrand, marchand mulquinier demeurant alors au 525 rue des liniers et d'Augustine Podevin, Pierre Joseph Bertrand était industriel. Il avait fondé une maison à Paris en 1838, une autre en 1843 à Belfast, puis une troisième à Courtrai en Belgique en 1847, ensuite à Cork et à New York où il crée un comptoir en 1848. 
Il prospecte pour les cotons sur l'Égypte, sur le Sud des États-Unis. En 1860, il installe à la limite Cambrai-Proville, le premier tissage mécanique de toile avec logements gratuits pour les ouvriers, une école tout au centre, une épicerie, c'est ce que l'on a longtemps nommé à Cambrai, la cité Bertrand. 
Il épouse Céline Françoise Lucie Milcent, fille d'un marchand de toilette de Cambrai mais originaire de Grais. Un fils nait de cette union, Alfred Pierre Bertrand, né au 22 rue du petit séminaire, le 25 juillet 1848 qui fut, comme son père, manufacturier à Proville et conseiller municipal de Cambrai de 1874 à 1892. 
Il avait aussi un frère Adolphe Bertrand-Courtin né quant à lui, à Cambrai le 5 mai 1815, conseiller municipal de la ville de 1855 à 1865. 
Pierre Joseph Bertrand eut aussi un rôle public de premier plan. Élu juge suppléant du tribunal de commerce le 20 janvier 1848, Président de la caisse d'Épargne de Cambrai en 1870 et 1871, membre correspondant de la chambre de commerce de Lille en 1877 et membre de la chambre consultative des manufactures de Cambrai en 1857, républicain convaincu, conseiller municipal de Cambrai de 1848 à 1852 puis en 1870 et 1871, il est nommé membre de la commission municipale provisoire installée après la chute de Sedan, par le sous-préfet de Cambrai. La paix signée, il demande que soient faites des élections municipales régulières. Il est élu mais refuse la charge tout en restant conseiller municipal. Il donne sa démission le 14 novembre 1871. 
Élu conseiller d'arrondissement le 24 juin 1872 puis réélu le 4 octobre 1874. il est ensuite élu le 1er octobre 1876 comme député avec 88 % des voix. Lors de la crise du 16 mai 1877, il est l'un des signataires du manifeste des 363. Il est battu en octobre de la même année, mais retrouve un siège de député en juillet 1878. 
Nommé chevalier de la légion d'honneur à l'issue de l'exposition Universelle de 1878 comme exposant, l'un des plus remarquables de la section tissus pour sa batiste pour laquelle, il avait obtenu une médaille d'or, il meurt à Cambrai le 6 novembre 1879 à l'âge de 67 ans. Il est inhumé le 8 novembre au cimetière du saint Sépulcre près de la porte d'entrée dans le caveau de famille.

## Distinctions
- Chevalier de la Légion d'honneur par décret du 20 octobre 1878[3].

## Sources
- « Pierre-Joseph Bertrand-Milcent », dans Adolphe Robert et Gaston Cougny, Dictionnaire des parlementaires français, Edgar Bourloton, 1889-1891 [détail de l’édition]